# Embaixada dos Estados Unidos em Brasília
A Embaixada dos Estados Unidos em Brasília é a principal representação diplomática estadunidense no Brasil. Foi a primeira nação a se instalar na cidade, em 1960, apesar da sede só ficar totalmente concluída na década de 1970.
Está localizada em SES 801, Lote 03, Setor de Embaixadas Sul, na Asa Sul. Atualmente o encarregado de negócios Gabriel Escobar responde pela embaixada, até a nomeação do novo embaixador pelo presidente Donald Trump.

## História
Os Estados Unidos receberam um terreno em 1958 na cidade, tendo sido escolhido pelo então secretário de Estado John Foster Dulles, que estava visitando a construção da cidade em 1958 junto do presidente brasileiro Juscelino Kubitschek de Oliveira. Os EUA se consideram o primeiro país a firmar sua mudança de embaixada para a nova capital brasileira, apesar de só terem concluído a transição nos anos 1970. 
O terreno foi oficialmente ocupado por um trailer em 1960, e o presidente estadunidense Dwight D. Eisenhower lançou a pedra fundamental da Chancelaria da Embaixada durante visita a cidade, ainda em construção, em 23 de fevereiro de 1960, pouco tempo antes dela ser inaugurada.
A Embaixada do EUA inicia suas atividades em Brasília provisoriamente no Brasília Palace Hotel, se mudando para a Chancelaria em março de 1961. A chancelaria, projetada por McLeod and Ferrera, ainda não estava pronta, sendo inaugurada apenas em abril de 1961.
O prédio foi expandido em 1972, com projeto de Henningson, Durham e Richardson. O prédio tem dois andares em estilo moderno, tal qual a maioria dos prédios da cidade. A fachada é em mármore Vermont, e o paisagismo dos pátios internos e jardins é do brasileiro Roberto Burle Marx.

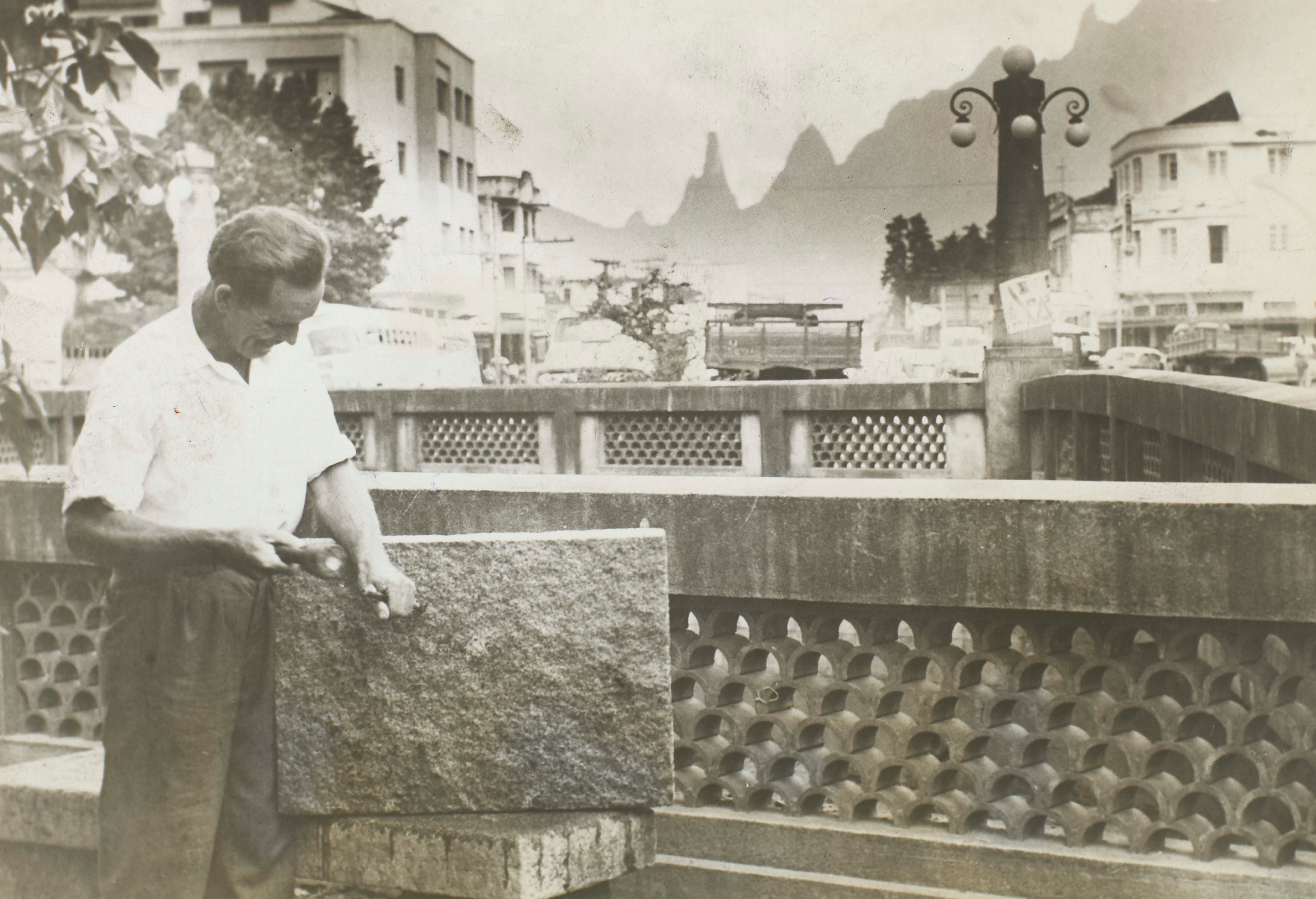
Uma das primeiras imagens do local onde ficava a Embaixada dos Estados Unidos no Rio de Janeiro
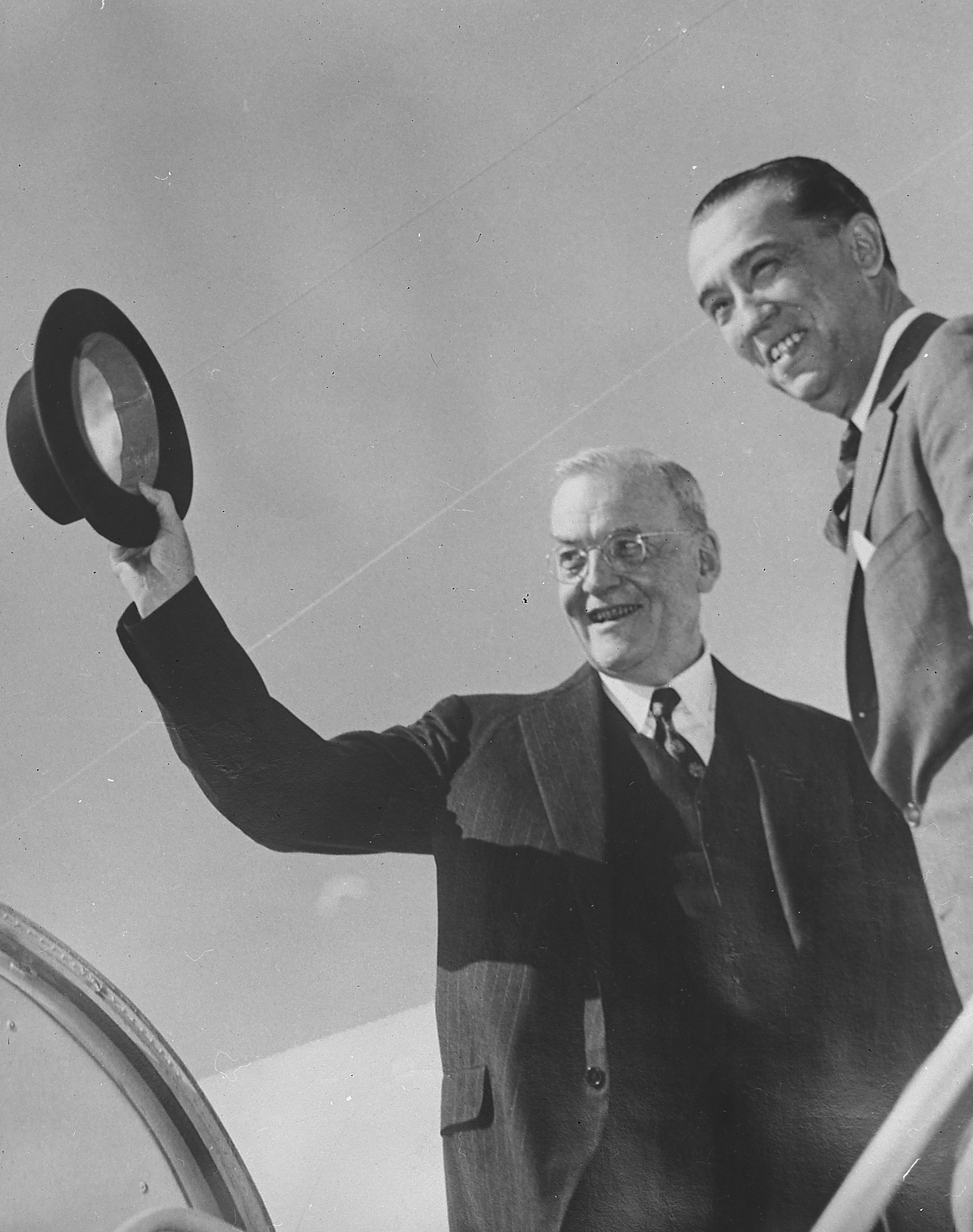
O secretário de Estado dos EUA John Foster Dulles embarcando para Brasília com Juscelino Kubitschek.
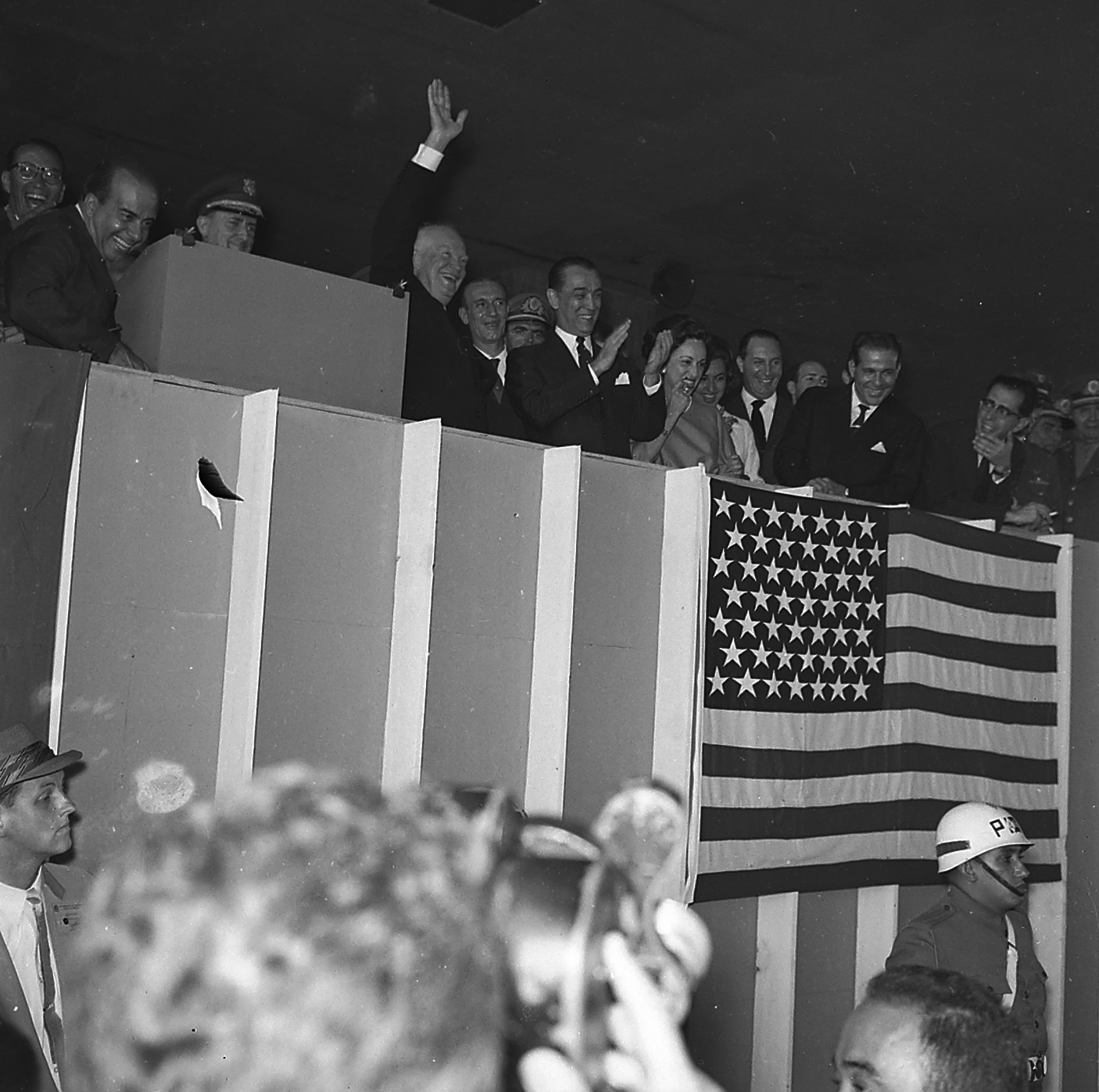
O presidente dos EUA Dwight D. Eisenhower lançou a pedra fundamental da Chancelaria durante visita Brasília em 1960
O ativista brasileiro Josué de Castro, então presidente da Organização das Nações Unidas para Alimentação e Agricultura  (FAO), com o presidente estadunidense Harry Truman na Casa Branca em 1952

## Serviços
A embaixada realiza os serviços protocolares das representações estrangeiras, como o auxílio aos cerca de 60 mil estadunidenses que moram no Brasil e aos visitantes vindos dos Estados Unidos - cerca de 150 mil anuais - incluindo passaportes de serviço, emergências, serviços eleitorais e de impostos. Lá também são feitas as entrevistas para o visto de entrada e saída dos EUA para brasileiros. 
Outras ações que passam pela embaixada são a relação diplomática com o governo brasileiro nas áreas política, econômica e científica e o auxilio a empresas que estejam atuando ou desejam atuar no Brasil.